# Het zwaard van Ardoewaan
Het zwaard van Ardoewaan is een Vlaamse jeugdreeks uit 1972. Deze jeugdreeks was de eerste die in kleur werd uitgezonden door de BRT. De eerste twee maanden van de opnames werden  in de studio in Waterloo de binnenopnames gemaakt. Daarna vertrok men naar Carpentras, in de Provence, voor de buitenopnames, waarbij ook de kastelen Suze-La-Rousse en Le Barroux als decor gebruikt werden.
De reeks bestaat uit dertien afleveringen van een halfuur.

## Cast en crew
- Jef Demedts - Huoon / Morholt
- Patrick Struys - kleine Rohalt
- Frans Maas - volwassen Rohalt
- Vera Veroft - Freda
- Nand Buyl - Fulco
- Norbert Van Dorpe - kleine Gawijn
- Johan Van Lierde - volwassen Gawijn
- Roger Coorens - Karanog
- Chris Lomme - Rikki
- Raymond Bossaerts - Orm
- Ward de Ravet - Gorvenal
- Viviane Redant - Belinda
- Leo Madder - Wezel
- Marlene Edeling – Aja
- Cyriel Van Gent - Peregrijn
- Joanna Geldof - Gildar
- Ann Petersen - Elspet
- Scenario: Lo Vermeulen & Karel Jeuninckx
- Realisatie: Bert Struys
- Spelregie: Senne Rouffaer

Bert Struys werd bekroond voor dit feuilleton met de tweejaarlijkse Bert Leysenprijs voor de beste televisieproductie op 31 januari 1973.

## Verhaal

### Aflevering 1: de thuiskomst
Huoon en zijn tweelingbroer Morholt komen terug van een kruistocht op de vaderlijke burcht. De pest heeft Ardoewaan geteisterd: de vrouw van Morholt en hun vader zijn eraan gestorven. Nu beide broers terug zijn, is de vraag wie over het kasteel zal heersen. Ridder Gorvenal, een vriend van hun vader, vertelt de beide broers dat Bragnit, het wonderbaarlijke zwaard, beslist wie de heer van Ardoewaan zal zijn. Het zwaard zit diep in een eiken stutbalk en wie het eruit kan trekken, wordt de nieuwe heer van Ardoewaan.

### Aflevering 2: de tweekamp
Morholt wordt door afgunst verteerd en hij werkt zijn haat uit op de boeren en dan vooral op Orm, een vrije boer en zijn vrouw Rikki. Orm vlucht naar het land van Gorvenal. In een twist die daarop volgt, daagt Morholt ridder Gorvenal uit voor een tweegevecht. Maar Huoon gaat de strijd aan met Gorvenal in de plaats van zijn broer Morholt.

### Aflevering 3: de vondeling
Na de dood van zijn broer is Morholt heer van Ardoewaan en hij huwt Freda, de vrouw van Huoon. Maar Morholt kan het zwaard Bragnit niet uit de balk trekken. Morholt laat het zoontje van Huoon verdwijnen. Gelukkig kan Karanog, de kluizenaar, het verdwaalde kind redden en hij brengt het onder bij Orm en Rikki.

### Aflevering 4: een gordel voor Aja
Vijftien jaren zijn voorbijgegaan. Rohalt, zoon van Huoon, is opgegroeid tot een jongeman die ervan droomt ridder te worden. Op een dag komt Rohalt in het land van Gorvenal aan.

### Aflevering 5: de nachtwake
Rohalt wordt de wapenknecht van Gorvenal en hij wordt verliefd op diens dochter Belinda. Het is echter een hopeloze liefde en Rohalt besluit het kasteel te verlaten.

### Aflevering 6: het spookpaard
Op de 15e verjaardag van de dood van Huoon ziet de nar Fulco hoe Morholt het zwaard Bragnit uit de balk wil trekken en hoe zijn hand met bloed besmeurd wordt. Morholt vraagt vergiffenis aan Huoon. Ook Gorvenal wordt door wroeging verteerd. Als Rohalt terug op de burcht verschijnt met zijn paard Notwin II, wordt voor Gorvenal het verleden weer levend.

### Aflevering 7: de tollenaars
Wezel, broer van Fulco, dwingt zijn broer om ervoor te zorgen dat ze beiden in dienst worden genomen door Morholt. Als tollenaars zullen ze de grenzen van Ardoewaan bewaken. Om geld te verdienen, gaat Rohalt bij een koopman in dienst en maakt zo kennis met de twee tollenaars.

### Aflevering 8: de wrekende nar
Als Rohalt op Notwin II in de burcht van Ardoewaan terugkeert, wordt Fulco getroffen door de gelijkenis met het paard Notwin van Huoon. Fulco gaat Morholt spreken nadat hij zekerheid kreeg omtrent zijn vermoedens en eist dat hij Freda haar zoon teruggeeft.

### Aflevering 9: Brandal de Grif
Als Rohalt in het dal der nevelen aankomt, dringt hij de grot binnen en wordt besprongen door een geheimzinnig wezen: Brandal, de roodgeschubde vuurman.

### Aflevering 10: de ridderslag
Rohalt wordt tot ridder geslagen. Fulco wil nog meer: Rohalt moet terugkomen op Ardoewaan als zoon van Huoon en Freda. Morholt wil Gawijn bij deze plechtigheid betrekken en stuurt Fulco om hem te halen bij Gorvenal.

### Aflevering 11: Gildar van het moeras
De plechtigheid voor de ridderslag wordt onderbroken door een koopman die hulp vraagt voor zijn karavaan die in een hinderlaag werd gelokt door Gildar van het moeras. Gildar die onder een oude ruïne leeft, gebruikt de gebreken van haar slachtoffers om ze in het verderf te storten.

### Aflevering 12: opstand in Ardoewaan
Rohalt is weg en misschien wel dood. Morholt maakt hiervan gebruik om de boeren te terroriseren.

### Aflevering 13: het zwaard van Ardoewaan
Morholt neemt Orm en de boeren gevangen. Rikki en Fulco slagen erin de dans te ontspringen en gaan de hulp van Rohalt inroepen. Fulco vertelt hem dan wie hij in werkelijkheid is. Rohalt trekt naar de burcht van Ardoewaan en Morholt moet hem in aanwezigheid van Freda erkennen als de wettige heer van Ardoewaan.
Na 15 jaar van wroeging is voor Morholt nu het moment gekomen om weer de test met het zwaard Bragnit te ondergaan: zou de jarenlange vloek nog op hem rusten?

## Dvd-uitgave
In 2007 kwam de reeks uit op dvd, in de collectie VRT-Klassiekers.